# 浦仲良
浦仲良，貴州烏撒衛（今威寧彝族回族苗族自治縣）人。明朝解元，政治人物。

## 生平
嘉靖十六年（1537年）丁酉科，貴州首次獨立舉行鄉試，浦仲良中式第一名舉人。官雲南嵩明州知州，为官清正。曾修《宣威浦氏族谱》。